# Sartaj Aziz
Sartaj Aziz (en ourdou : سرتاج عزيز), né le 7 février 1929 à Mardan (Inde britannique) et mort le 2 janvier 2024 à Islamabad, est un économiste, stratégiste et conseiller pakistanais, membre de la Ligue musulmane du Pakistan (N). 
Il a conseillé plusieurs gouvernements de la ligue et a surtout été ministre des Finances de 1990 à 1993 puis de 1997 à 1998. Il a également servi comme ministre des Affaires étrangères.